# Ефект коктейльної вечірки

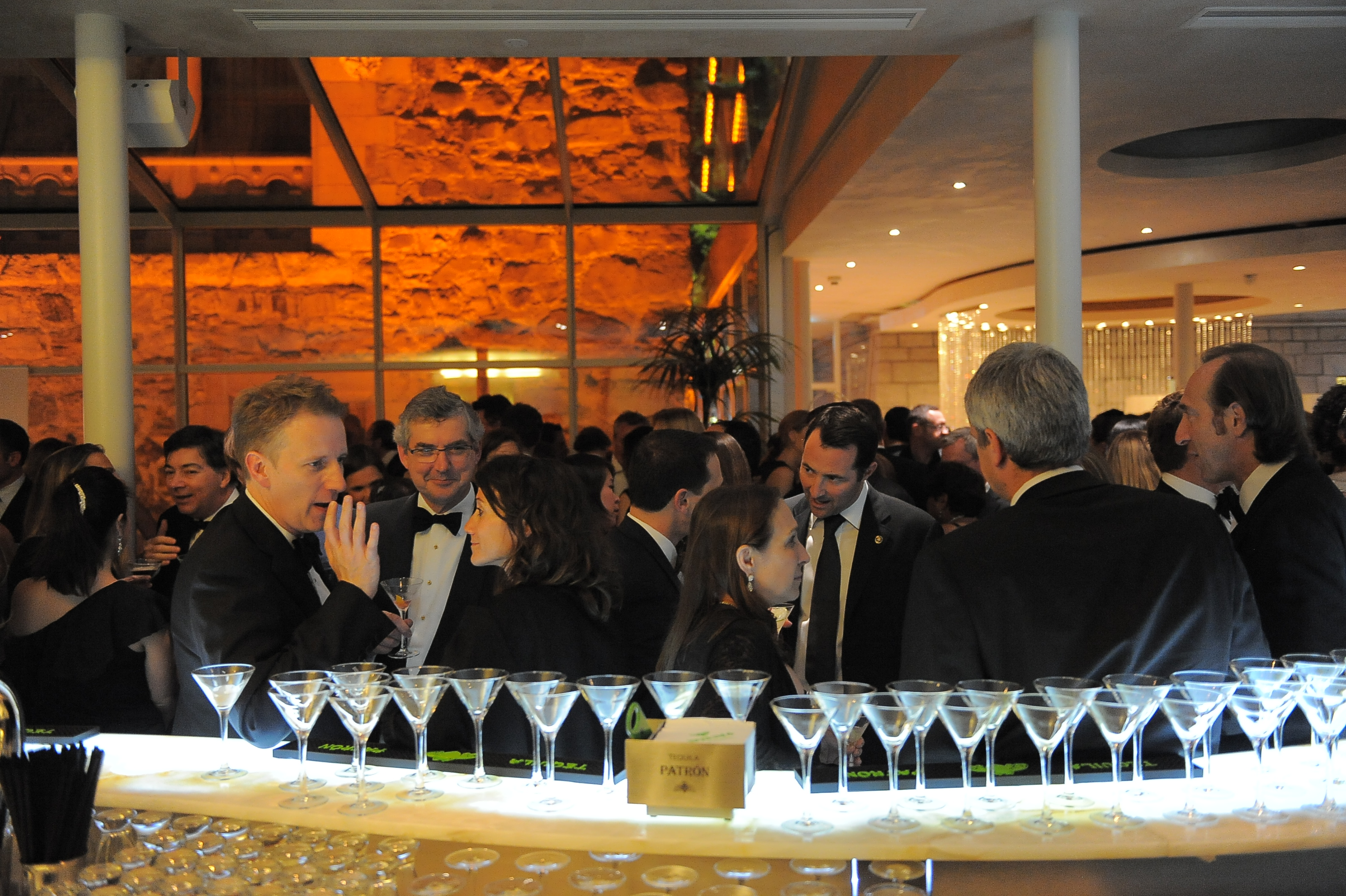
Переповнений Коктейль—бар

Ефект коктейльної вечірки означає явище, коли мозок зосереджує увагу людини на певному стимулі, зазвичай слуховому. Цей фокус виключає ряд інших стимулів зі свідомого усвідомлення, як, наприклад, коли відвідувач вечірки стежить за однією розмовою в галасливій кімнаті. Ця здатність широко поширена серед людей, причому більшість слухачів більш-менш легко здатні розділити сукупність звуку, який сприймає вухо, на окремі потоки, а потім вирішити, які потоки є найбільш доречними, виключаючи всі або більшість інших.
Було припущено, що сенсорна пам'ять людини підсвідомо аналізує всі подразники та ідентифікує окремі частини цих відчуттів відповідно до їх помітності. Це дозволяє більшості людей без зусиль налаштуватися на один голос, одночасно вимикаючи всі інші. Це явище часто описують як «вибіркову увагу» або «вибірковий слух». Це також може описати подібне явище, яке виникає, коли хтось може негайно виявити важливі слова, що походять від неконтрольованих подразників, наприклад, почувши своє ім'я серед широкого діапазону слухового введення.
Про людину, якій не вистачає здатності розрізняти подразники таким чином, часто кажуть, що вона демонструє проблему коктейльної вечірки або глухоту коктейльної вечірки. Це також можна описати як розлад слухової обробки або синдром Кінга-Копецького.

## Неврологічна основа (і бінауральна обробка)
Слухова увага щодо ефекту коктейльної вечірки в основному відбувається в лівій півкулі верхньої скроневої звивини, неосновної області слухової кори; лобно-тім'яна мережа, що включає нижню лобову звивину, верхню тім'яну борозну та внутрішньотім'яну борозну, також відповідає за акти перемикання уваги, обробки мови та контролю уваги. І цільовий потік (більш важлива інформація, на яку звертають увагу), і конкуруючі/заважаючі потоки обробляються одним і тим же шляхом у лівій півкулі, але сканування фМРТ показує, що цільові потоки обробляються з більшою увагою, ніж конкуруючі потоки.
Крім того, активність у верхній скроневій звивині (STG) у напрямку цільового потоку знижується/перешкоджає, коли виникають конкуруючі потоки стимулів (які зазвичай мають значну цінність). «Ефект коктейльної вечірки» — здатність виявляти важливі подразники в ситуаціях, коли багато хто розмовляє — також називають «проблемою коктейльної вечірки», оскільки здатність вибірково відвідувати одночасно перешкоджає ефективності уваги на неврологічному рівні.
Ефект коктейльної вечірки найкраще працює як бінауральний ефект, який вимагає слуху обома вухами. Здається, що люди з одним функціонуючим вухом набагато більше відволікаються на заважаючий шум, ніж люди з двома типовими вухами. Перевага використання двох вух може бути частково пов'язана з локалізацією джерел звуку. Вибіркова увага починає коливатися, коли ми старіємо. Літні люди мають більший період затримки в розрізненні потоків розмов. Зазвичай це пояснюється тим фактом, що загальні когнітивні здібності починають слабшати зі старістю (на прикладі пам'яті, зорового сприйняття, функціонування вищого порядку тощо).
Слухова система здатна локалізувати принаймні два джерела звуку та призначити правильні характеристики цим джерелам одночасно. Як тільки слухова система локалізує джерело звуку, вона може виділити сигнали цього джерела звуку з суміші джерел звуку, що заважають. Однак більшу частину цієї бінауральної переваги можна пояснити двома іншими процесами, кращим прослуховуванням і бінауральним демаскуванням. Краще прослуховування — це процес використання кращого з двох співвідношень сигнал/шум, доступних у вухах. Бінауральне демаскування — це процес, який передбачає поєднання інформації з двох вух для виділення сигналів із шуму.

## Рання робота
На початку 1950-х років велика частина ранніх досліджень була пов'язана з проблемами, з якими стикалися диспетчери повітряного руху. У цей час диспетчери отримували повідомлення від пілотів через гучномовці на диспетчерській вежі. Почуття змішаних голосів багатьох пілотів через один гучномовець ускладнювало завдання диспетчера. Уперше ефект був визначений і названий «проблемою коктейльної вечірки» Коліном Черрі в 1953 році. Черрі проводив експерименти з увагою, під час яких учасники слухали два різних повідомлення з одного гучномовця одночасно та намагалися їх розділити; пізніше це було названо дихотичним завданням на аудіювання. Його робота показує, що здатність відокремлювати звуки від фонового шуму залежить від багатьох змінних, таких як стать мовця, напрямок, звідки надходить звук, висота та швидкість мови.
Черрі розробив завдання відстеження, щоб далі вивчити, як люди вибірково звертають увагу на одне повідомлення серед інших голосів і шумів. Під час завдання стеження учасники носять спеціальні гарнітури, які подають різне повідомлення для кожного вуха. Учасника просять повторити вголос повідомлення (так зване стеження), яке чується в певному вусі (так званий канал). Черрі виявив, що учасники змогли визначити своє ім'я з неконтрольованого каналу, каналу, за яким вони не стежили. Пізніші дослідження з використанням задачі відтінення Черрі були проведені Невіллом Морей в 1959 році. Він зміг зробити висновок, що майже жодне з відхилених повідомлень не може проникнути у встановлений блок, за винятком суб'єктивно «важливих» повідомлень.

## Новіша робота
Вибіркова увага виявляється в будь-якому віці. Починаючи з дитинства, немовлята починають повертати голову на звичний для них звук, наприклад, голос батьків. Це свідчить, що немовлята вибірково звертають увагу на певні подразники в своєму оточенні. Крім того, огляди вибіркової уваги показують, що немовлята віддають перевагу «дитячій» розмові, а не мовленню дорослим тоном. Ця перевага вказує на те, що немовлята можуть розпізнавати фізичні зміни в тоні мови. Однак точність помічати ці фізичні відмінності, наприклад тон, серед фонового шуму з часом покращується. Немовлята можуть просто ігнорувати подразники, тому що щось на кшталт їхнього імені, хоч і знайоме, не має для них вищого значення в такому ранньому віці. Однак дослідження показують, що більш вірогідним сценарієм є те, що немовлята не розуміють, що шум, який вони чують серед відволікаючого шуму, є їх власним ім'ям, і тому не реагують. Здатність відфільтровувати подразники, які залишилися без уваги, досягає свого розквіту в молодому віці. Щодо феномену коктейльної вечірки, літнім людям важче, ніж молодим, зосередитись на одній розмові, якщо конкуруючі стимули, як-от «суб'єктивно» важливі повідомлення, утворюють фоновий шум.
Деякі приклади повідомлень, які привертають увагу людей, включають особисті імена та слова-табу. Здатність вибірково звертати увагу на власне ім'я була виявлена у немовлят у віці 5 місяців і, здається, повністю розвинена до 13 місяців. Разом із багатьма експертами в цій галузі Енн Трейсман стверджує, що люди постійно налаштовані виявляти особистісно важливі слова, як-от імена, і припускає, що для ідентифікації їм може знадобитися менше перцептивної інформації, ніж інші слова. Іншим стимулом, який досягає певного рівня семантичної обробки, перебуваючи в каналі без нагляду, є слова-табу. Ці слова часто містять відверто сексуальні матеріали, які викликають у людей систему тривоги, що призводить до зниження продуктивності завдань стеження. Слова-табу не впливають на вибіркову увагу дітей, доки вони не розвинуть сильний словниковий запас із розумінням мови.
Вибіркова увага починає коливатися, коли ми старіємо. Літні люди мають більший період затримки в розрізненні потоків розмов. Зазвичай це пояснюється тим фактом, що загальні когнітивні здібності починають слабшати зі старістю (на прикладі пам'яті, зорового сприйняття, функціонування вищого порядку тощо).
Зовсім недавно сучасні методи нейронауки застосовуються для вивчення проблеми коктейльної вечірки. Деякі помітні приклади дослідників, які виконують таку роботу, включають Едварда Чанга, Німу Месгарані та Чарльза Шредера, які використовують електрокортикографію; Джонатан Саймон, Муня Елхілалі, Адріан К. К. Лі, Шихаб Шамма, Барбара Шинн-Каннінгем, Даніель Балдауф і Юркі Ахвенінен за допомогою магнітоенцефалографії; Юркі Ахвенінен, Едмунд Лалор і Барбара Шинн-Каннінгем за допомогою електроенцефалографії; і Юркі Ахвенінен і Лі М. Міллер за допомогою функціональної магнітно-резонансної томографії.

## Моделі уваги
Не всю надану нам інформацію можна обробити. Теоретично вибір того, на що звернути увагу, може бути випадковим або невипадковим. Наприклад, під час водіння водії можуть зосереджуватися на світлофорі, а не на інших подразниках, присутніх у сцені. У таких випадках обов'язково потрібно вибрати, яка частина пред'явлених стимулів є важливою. Основне питання психології полягає в тому, коли відбувається цей відбір. Це питання переросло в суперечку про ранній і пізній відбір. Основу для цієї суперечки можна знайти в експериментах Черрі з дихотичним слуханням. Учасники могли помічати фізичні зміни, як-от висота голосу або зміна статі мовця, і подразники, як-от власне ім'я, у каналі без нагляду. Це викликало питання про те, чи було оброблено значення, семантику автоматичного повідомлення перед вибором. У моделі уваги раннього вибору дуже мало інформації обробляється до того, як відбудеться вибір. У моделях уваги пізнього вибору більше інформації, наприклад семантики, обробляється до того, як відбудеться вибір.

### Бродбент
Найперша робота з дослідження механізмів ранньої вибіркової уваги була виконана Дональдом Бродбентом, який запропонував теорію, яка стала відомою як модель фільтра. Ця модель була встановлена за допомогою дихотичного завдання на аудіювання. Його дослідження показало, що більшість учасників точно пригадували інформацію, на яку вони активно звертали увагу, але були набагато менш точні у згадуванні інформації, на яку вони не звернули уваги. Це привело Бродбента до висновку, що в мозку повинен існувати механізм «фільтра», який може блокувати інформацію, на яку не звернули вибіркової уваги. Було припущено, що модель фільтра працює таким чином: коли інформація надходить у мозок через органи чуття (у цьому випадку вуха), вона зберігається в сенсорній пам'яті, системі буферної пам'яті, яка приймає вхідний потік інформації достатньо довго для нас звернути на це увагу. Перед подальшою обробкою інформації механізм фільтрації дозволяє проходити лише відвідану інформацію. Потім виділена увага передається в робочу пам'ять, набір механізмів, що лежить в основі короткочасної пам'яті та взаємодіє з довготривалою пам'яттю. У цій моделі слухову інформацію можна вибірково контролювати на основі її фізичних характеристик, таких як розташування та гучність. Інші припускають, що до інформації можна звернути увагу на основі ознак гештальту, включаючи безперервність і закритість. Для Бродбента це пояснює механізм, за допомогою якого люди можуть вирішувати звертати увагу лише на одне джерело інформації одночасно, виключаючи інші. Однак модель Бродбента не врахувала спостереження, що слова семантичної важливості, наприклад, власне ім'я людини, можуть бути миттєво виявлені, незважаючи на те, що вони перебували в каналі без нагляду.
Невдовзі після експериментів Бродбента студенти Оксфорду Грей і Веддерберн повторили його завдання на дихотичне аудіювання, змінивши їх односкладовими словами, які могли утворювати значущі фрази, за винятком того, що слова були розділені на вуха. Наприклад, слова «Дорогий, один, Джейн» інколи подавали по черзі на праве вухо, тоді як слова «три, тітонька, шість» подавали одночасно, конкуруючи, на ліве вухо. Учасники швидше запам'ятали «Дорога тітонько Джейн», ніж запам'ятали числа; вони також з більшою ймовірністю запам'ятали слова в порядку фраз, ніж запам'ятали числа в тому порядку, в якому вони були представлені. Цей висновок суперечить теорії Бродбента про повну фільтрацію, оскільки механізм фільтра не мав би часу для перемикання між каналами. Це означає, що значення може бути оброблено спочатку.

### Трейсман
У подальшому доповненні до цієї існуючої теорії вибіркової уваги Енн Трейсман розробила модель ослаблення. У цій моделі інформація, оброблена через механізм фільтра, не блокується повністю, як міг би припустити Бродбент. Натомість інформація занепадає (послаблюється), що дозволяє їй пройти всі етапи обробки на несвідомому рівні. Трейсман також запропонував пороговий механізм, за допомогою якого деякі слова, на основі семантичної важливості, можуть привернути вашу увагу з потоку без нагляду. Власне ім'я, за Трейсманом, має низьке порогове значення (тобто має високий рівень значення) і тому його легше впізнати. Той самий принцип застосовується до таких слів, як вогонь, спрямовуючи нашу увагу на ситуації, які можуть негайно вимагати цього. Єдиний спосіб, яким це може статися, стверджував Трейсман, — це безперервна обробка інформації в автоматичному потоці.

### Дойч і дойч
Діана Дойч, найбільш відома своєю роботою зі сприйняття музики та слухових ілюзій, також зробила важливий внесок у моделі уваги. Щоб більш детально пояснити, як можна звертати увагу на слова на основі семантичної важливості, Deutsch & Deutsch і Норман запропонували модель уваги, яка включає другий механізм вибору на основі значення. У тому, що стало відомо як модель Дойч-Нормана, інформація в автоматичному потоці не обробляється повністю в робочій пам'яті, як передбачає модель Трейсмана. Натомість інформація про неконтрольований потік проходить через вторинний фільтр після розпізнавання шаблонів. Якщо вторинний фільтр розпізнає неконтрольовану інформацію та вважає її неважливою, вона не може потрапити в робочу пам'ять. Таким чином, лише негайно важлива інформація з неконтрольованого каналу може бути доступна.

### Канеман
Даніель Канеман також запропонував модель уваги, але вона відрізняється від попередніх тим, що він описує увагу не в термінах відбору, а в термінах здатності. Для Канемана увага — це ресурс, який необхідно розподілити між різними стимулами, і ця пропозиція отримала певну підтримку. Ця модель описує не те, коли концентрується увага, а те, як вона фокусується. Відповідно до Канемана, увага зазвичай визначається збудженням; загальний стан фізіологічної активності. Закон Єркса — Додсона передбачає, що збудження буде оптимальним на помірних рівнях — ефективність буде поганою, коли людина перебуває в стані надмірного або недостатнього збудження. Особливо важливо, Narayan et al. виявили різке зниження здатності розрізняти слухові подразники, коли фонові шуми були занадто численними і складними — це свідчить про негативний вплив надмірного збудження на увагу. Таким чином, збудження визначає нашу доступну здатність до уваги. Тоді політика розподілу діє, щоб розподілити нашу доступну увагу між різними можливими видами діяльності. Тим, кого політика розподілу вважає найважливішими, приділятиметься найбільша увага. На політику розподілу впливають стійкі схильності (автоматичні впливи на увагу) і миттєві наміри (свідоме рішення чимось зайнятися). Миттєві наміри, що вимагають зосередженого спрямування уваги, покладаються на значно більше ресурсів уваги, ніж стійкі диспозиції. Крім того, існує постійна оцінка конкретних вимог певних видів діяльності до здатності уваги. Тобто діяльність, яка особливо обтяжує ресурси уваги, знизить здатність до уваги та вплине на політику розподілу — у цьому випадку, якщо діяльність надто виснажує потенціал, політика розподілу, швидше за все, припинить спрямовувати ресурси на нього, а замість цього зосередиться на менш податкові завдання. Модель Канемана пояснює феномен коктейльної вечірки тим, що миттєві наміри можуть дозволити чітко зосередитися на певному слуховому стимулі, але стійкі диспозиції (до яких можуть входити нові події та, можливо, слова особливої семантичної важливості) можуть привернути нашу увагу. Важливо зазначити, що модель Канемана не обов'язково суперечить моделям відбору, і тому може використовуватися для їх доповнення.

## Візуальні кореляти
Деякі дослідження показали, що ефект коктейльної вечірки може бути не просто слуховим феноменом, і що відповідні ефекти можна отримати також під час тестування візуальної інформації. Наприклад, Shapiro et al. змогли продемонструвати «ефект власного імені» за допомогою візуальних завдань, коли суб'єкти могли легко впізнавати власні імена, коли вони були представлені як стимули, які не спостерігалися. Вони зайняли позицію, яка відповідає пізнім моделям відбору уваги, таким як моделі Трейсмана або Дойч-Нормана, припускаючи, що ранній відбір не пояснював би таке явище. Механізми, за допомогою яких може відбуватися цей ефект, залишилися нез'ясованими.

## Вплив на тварин
Тварини, які спілкуються хором, такі як жаби, комахи, співочі птахи та інші тварини, які спілкуються акустично, можуть відчути ефект коктейльної вечірки, оскільки кілька сигналів або закликів виникають одночасно. Подібно до своїх людських побратимів, акустичне посередництво дозволяє тваринам слухати те, що їм потрібно, у своєму середовищі. Для берегових ластівок, скельних ластівок і королівських пінгвінів акустичне посередництво дозволяє розпізнавати батьків/потомство в шумному середовищі. Амфібії також демонструють цей ефект, як це підтверджено у жаб; самки жаб можуть слухати та розрізняти шлюбні крики самців, тоді як самці можуть посередничати в агресивних криках інших самців. Існують дві провідні теорії щодо того, чому акустичні сигнали еволюціонували серед різних видів. Психологія приймача вважає, що розвиток акустичних сигналів можна простежити до нервової системи та стратегій обробки, які використовує нервова система. Зокрема, як фізіологія аналізу слухової сцени впливає на те, як вид інтерпретує та отримує значення від звуку. Теорія комунікаційних мереж стверджує, що тварини можуть отримувати інформацію, підслуховуючи інші сигнали між іншими представниками свого виду. Особливо це стосується співочих птахів.